# Marianka (Slovaquie)
Pour les articles homonymes, voir Marianka.
Marianka (allemand : Marienthal) est un village de Slovaquie situé dans la région de Bratislava.

## Histoire
Première mention écrite du village en 1367.

## Démographie

### Évolution de la population
| Année:               | 1994. | 2004.    | 2014.    | 2024.    |
| -------------------- | ----- | -------- | -------- | -------- |
| Nombre de personnes: | 927   | 1037     | 1714     | 2341     |
| Différence:          |       | +11,86 % | +65,28 % | +36,58 % |

| Année:               | 2023. | 2024.   |
| -------------------- | ----- | ------- |
| Nombre de personnes: | 2332  | 2341    |
| Différence:          |       | +0,38 % |

## Politique
| Nom           | Parti politique      | date de l'élection | Fin du mandat |
| ------------- | -------------------- | ------------------ | ------------- |
| Viliam Bolgáč | Candidat indépendant | 02.12.2006         | décembre 2010 |